# Sangiano
Sangiano är en norditaliensk kommun i provinsen Varese i Lombardiet cirka 20 km nordväst om Varese och cirka 2,5 km öster om Lago Maggiores östra strand. Kommunen hade 1 521 invånare (2018).